# Napoléon Legendre
Pour les articles homonymes, voir Legendre.
Napoléon Legendre (né le 13 février 1841 à Nicolet - décédé le 16 décembre 1907 à Québec) est un écrivain, un avocat et un fonctionnaire canadien.

## Biographie
Napoléon Legendre nait à Nicolet le 13 février 1841 de l'union de  François Legendre, seigneur de Saint-François, et de Marie Renée Turcotte. Il fait ses études chez les Frères de la doctrine chrétienne de Lévis puis au collège Sainte-Marie de Montréal. Après avoir complété des études en droit, il entre au barreau, en 1865. En 1867, il épouse Marie-Louise Dupré. À partir de 1876, et ce jusqu'à sa mort, il occupe le poste de greffier des journaux français au Conseil législatif du Québec.  
Il est le grand'père de l'archevêque de Québec et cardinal Maurice Roy (1905-1985). 

### Homme de lettres
En parallèle à sa profession, il porte un intérêt marqué pour la littérature et le journalisme. Entre 1870 et 1871, il publie une série de textes intitulée Chroniques de Québec dans le journal L'Événement. En 1877, Napoléon Legendre fait paraitre ces mêmes chroniques dans son recueil en deux volumes Échos de Québec,. De 1873 à 1875, il collabore au Journal de l'Instruction publique à titre d'assistant rédacteur. Il y publie des courtes histoires éducatives qu'il rassemblera en 1875 dans l'ouvrage À mes enfants. Au début des années 1890, il collabore à la revue Canada Artistique éditée par Aristide Filiatreault. Durant sa vie, il s'adonne ainsi au journalisme amateur en faisant paraitre des chroniques dans divers périodiques, dont L'Électeur, Le Soleil, et L'Opinion publique,.   
Il rédige des textes pour Calixa Lavallée[réf. nécessaire]. En 1891, il fait paraitre l'ouvrage Mélanges, Prose et Vers. Il est le tout premier à rédiger la biographie de la chanteuse Emma Albani en 1874[réf. nécessaire].   
Napoléon Legendre est membre de la société royale du Canada à la fondation de laquelle il a participé en 1882 et membre de la Société des dix de Québec dès sa fondation par Adolphe  Chapleau et James McPherson Le Moine en 1893. Durant sa vie, il aura également été conférencier à l'Institut canadien de Québec.

### Intervention en faveur desPremières nationsAmérindiennes
En 1884, Napoléon Legendre prononça un discours devant la Société Royale du Canada à Ottawa intitulé « Les races indigènes de l’Amérique devant l’histoire ». Dans ce discours, il mettait en question, semble-t-il pour la première fois de façon publique au Canada, l’opinion négative que se faisaient traditionnellement les canadiens sur les Premières Nations d’Amérindiens (appelés communément au Québec "sauvages" ou "indiens"). Dans ce discours, il soulignait entre autres points que le reproche de cruauté envers ceux que les canadiens qualifiaient de « Sauvages » devait être nuancé par l’accueil pacifique que les Amérindiens avaient accordé aux premiers immigrants européens, et par le fait que les Amérindiens se virent progressivement dépouillés par les immigrants européens de leurs terres et de leurs modes de vie. Il y soulignait aussi que les européens sont mal placés pour critiquer les éventuels actes de cruauté d’autres peuples alors qu’ils ont eux-mêmes commis des massacres massifs et systématiques, comme, entre autres, lors de leurs guerres de religion (Massacre de la Saint-Barthélemy en France, Inquisition en Espagne…etc.). 
Il concluait en disant que  « …Elles (les Nations amérindiennes) pouvaient avoir des défauts, mais elles avaient en leur faveur le droit et la raison. Si nous n’avons pas su leur rendre justice pendant leur existence, rétablissons au moins aujourd’hui la vérité des faits pour rendre justice à leur mémoire… » (Napoléon Legendre, « Les races indigènes de l’Amérique devant l’histoire », Mémoires de la Société Royale du Canada, section I, I (1884), p. 25 ) 
Malgré cette intervention de Napoléon Legendre, la perception généralement négative des Amérindiens au Canada, et la négation de leurs droits historiques et présents, se maintiendra encore pendant plus d’un demi-siècle. Ce n’est que vers le milieu du XXe siècle que des écrivains québécois tels que Léo-Paul Desrosiers et Philippe Panneton (connu sous le nom de ‘Ringuet’) et le botaniste et ethnologue québécois Jacques Rousseau (botaniste) suivront l’exemple de Napoléon Legendre et mettront en valeur les points de vue des Amérindiens sur la colonisation du Canada par les européens .

### Fin de vie
Napoléon Legendre décède d'un crise d’apoplexie le 16 décembre 1907 à Québec.

## Ouvrages publiés
- 1872 : Sabre et Scalpel[15]
- 1874 : Albani (Emma Lajeunesse)
- 1875 : À mes enfants
- 1877: Échos de Québec, vol. 1 et 2
- 1878 : Notre constitutions et nos institutions
- 1886 : Les perce-neige
- 1890 : La langue française au Canada
- 1890 : Nos asile d'aliénés
- 1890 : Nos écoles
- 1894 : La Province de Québec et la Langue française
- 1891: Mélanges
- 1895 : À propos de notre littérature nationale

## Récompenses et honneurs
- 1887 : L'Académie des Muses Santones lui décerne une médaille d'argent pour récompenser l'une de ses œuvres[16].
- 1890 : L'université Laval lui décerne un Doctorat en Lettres honoris causa[17].
- 1912 : La Ville de Montréal nomme une rue en son honneur[11].